# Rue de l'Abbé-Patureau
La rue de l'Abbé-Patureau est une voie située dans le quartier de Clignancourt du 18e arrondissement de Paris.

## Situation et accès
Cette voie à fort dénivelé comprend plusieurs escaliers.

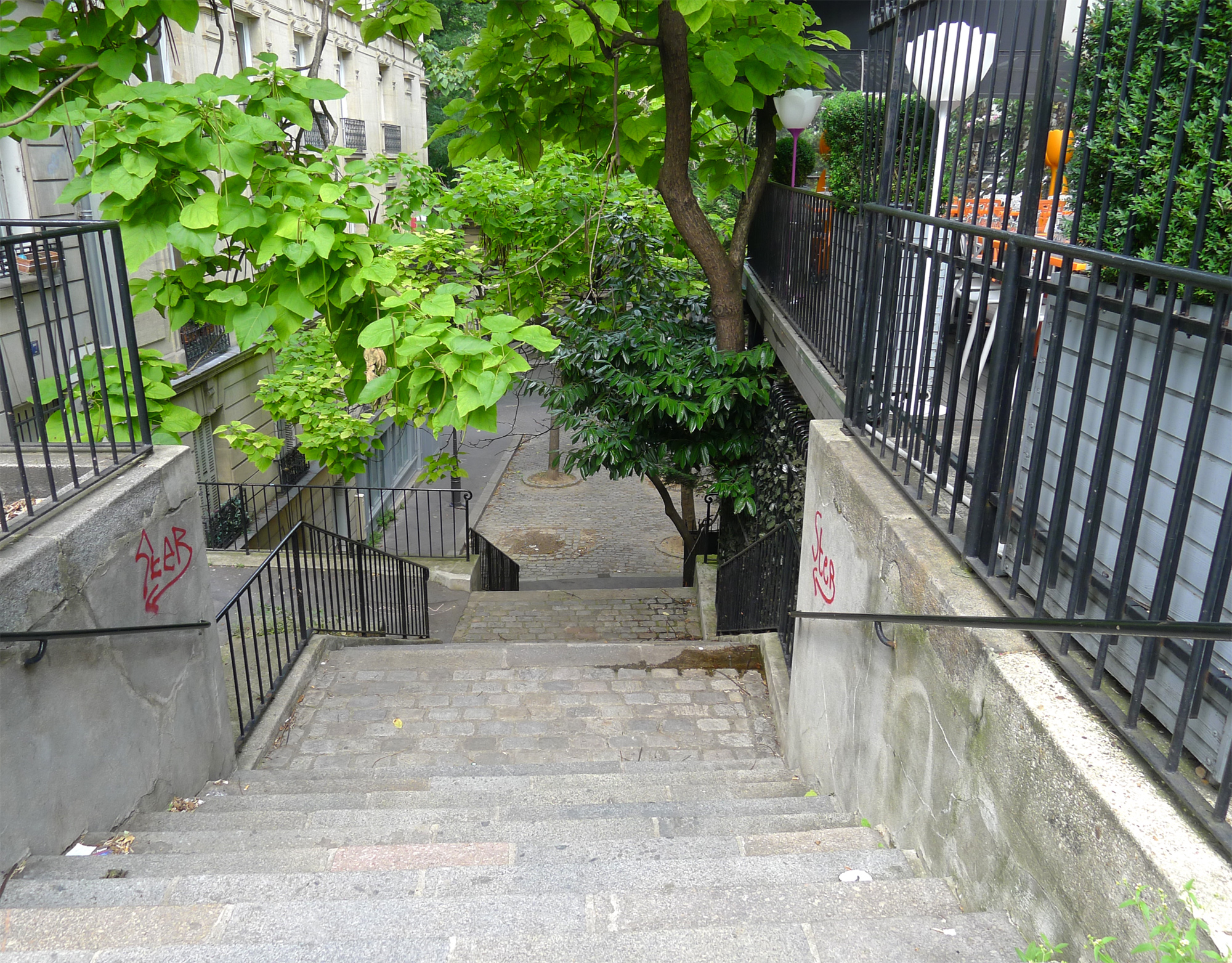
Vers la rue Caulaincourt.
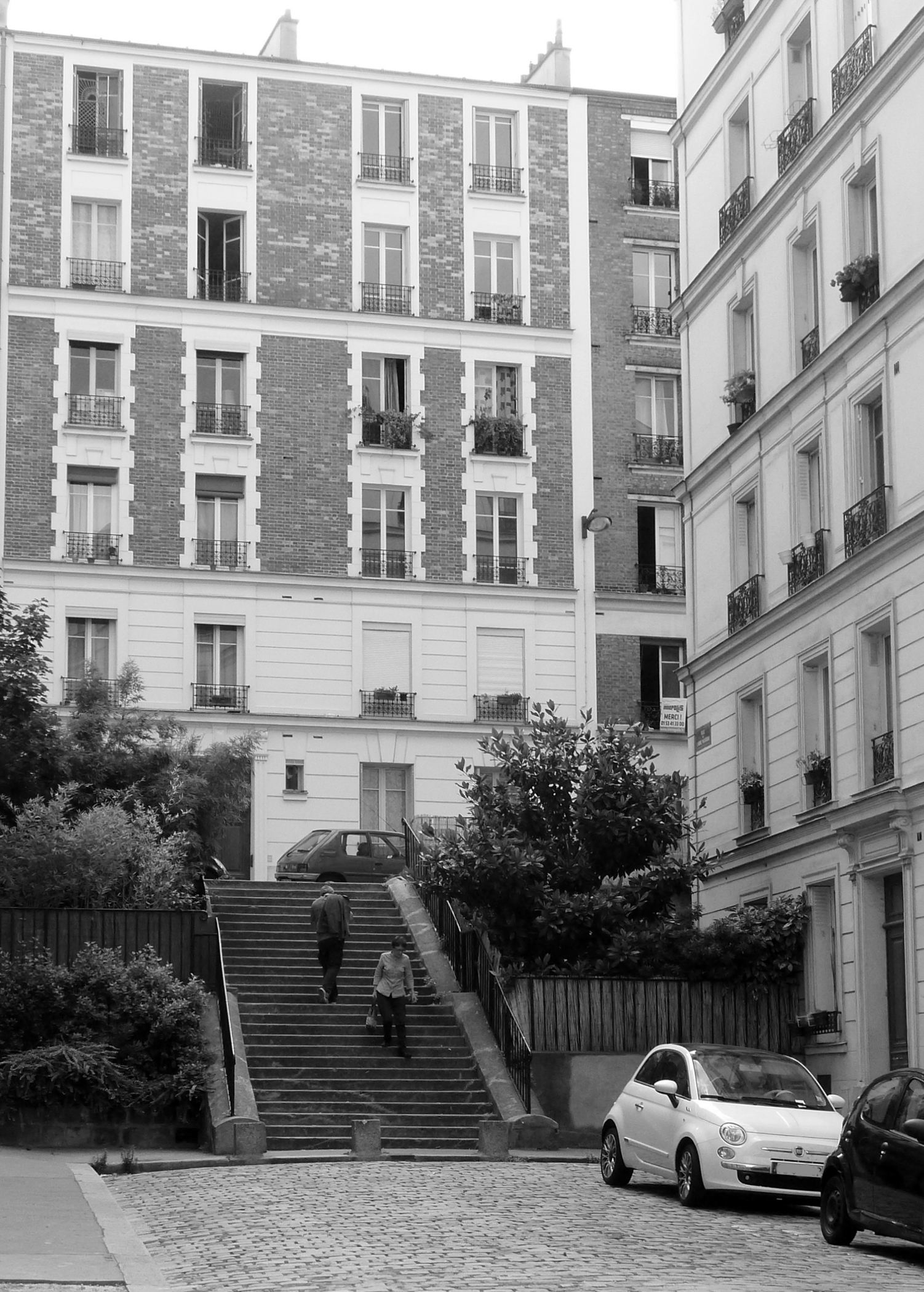
Vers la rue Paul-Féval.

## Origine du nom
Son nom vient de l'ancien curé de Saint-Pierre de Montmartre, Marie Charles François Patureau (1853-1930).

## Historique
Cette voie est ouverte en 1891 sous le nom de « passage Lamarck », entre la rue du Mont-Cenis et la rue Caulaincourt puis appelée ensuite rue Paul-Féval. Elle en est détachée par un arrêté du 31 janvier 1933 pour recevoir le nom de « rue de l'Abbé-Patureau ».